# Спрус Гроув
Спрус Гроув (енгл. Spruce Grove) је град у централном делу канадске преријске провинције Алберта, удаљен свега 11 км западно од административног центра провинције Едмонтона. Део је региона Велики Едмонтон и смештен је у готово географском центру провинције.
Насеље је први пут добило статус села 1907. али га је изгубило већ 1916. због депопулације, да би поново добило тај статус 1955. године. Од 1. марта 1986. Спрус Гроув има статус града у оквиру провинције Алберта.
Према резултатима пописа из 2011. у граду је живело 26.171 становник што је за трећину више у односу на податке из 2006. када је ту живело 19.500 становника.

## Становништво
| 1996.  | 2001.  | 2006.  | 2011.  |
| ------ | ------ | ------ | ------ |
| 14.271 | 15.983 | 19.496 | 26.171 |